# Serra dos Cocais

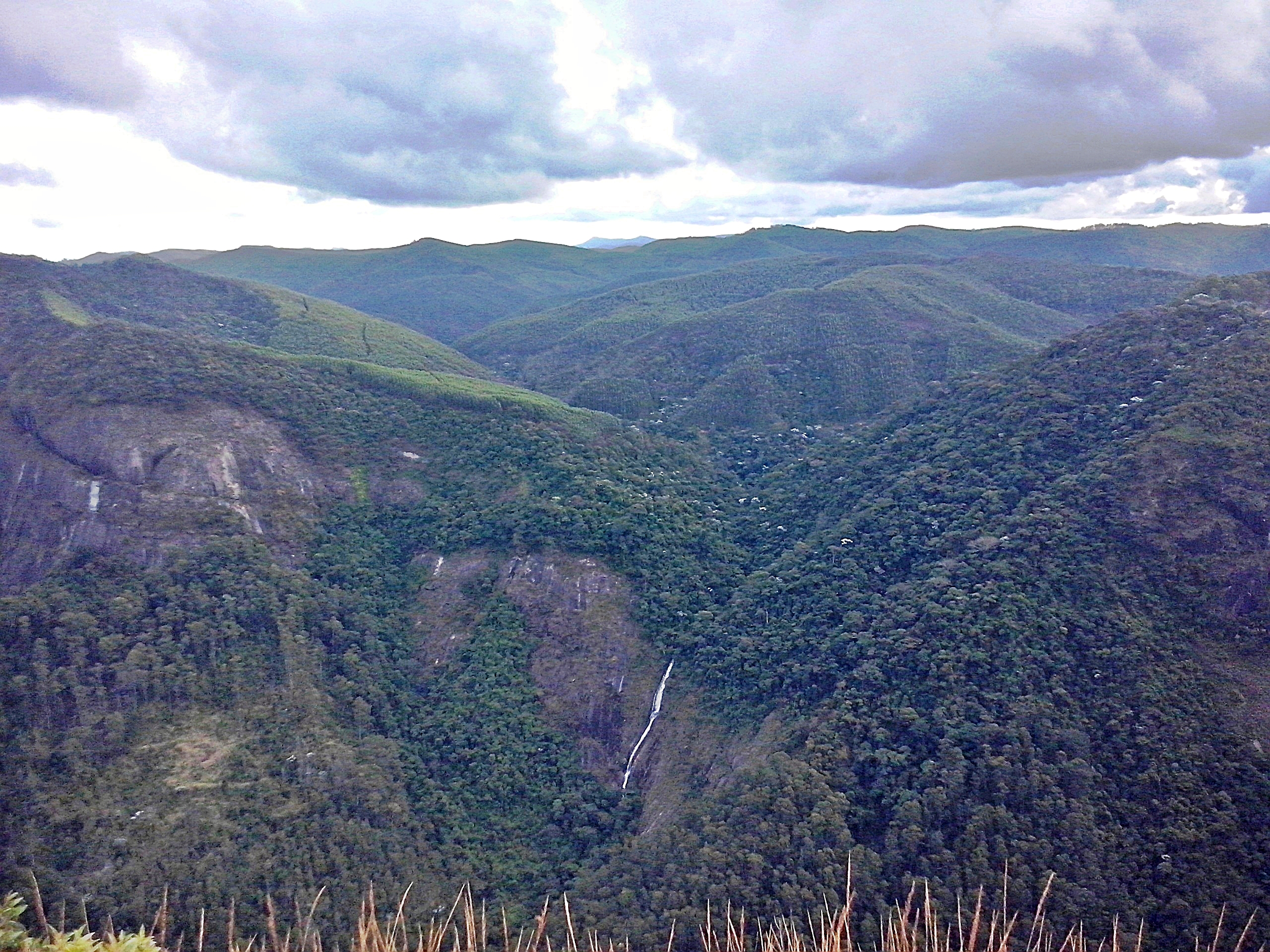
Blick auf die Serra dos Cocais in Coronel Fabriciano

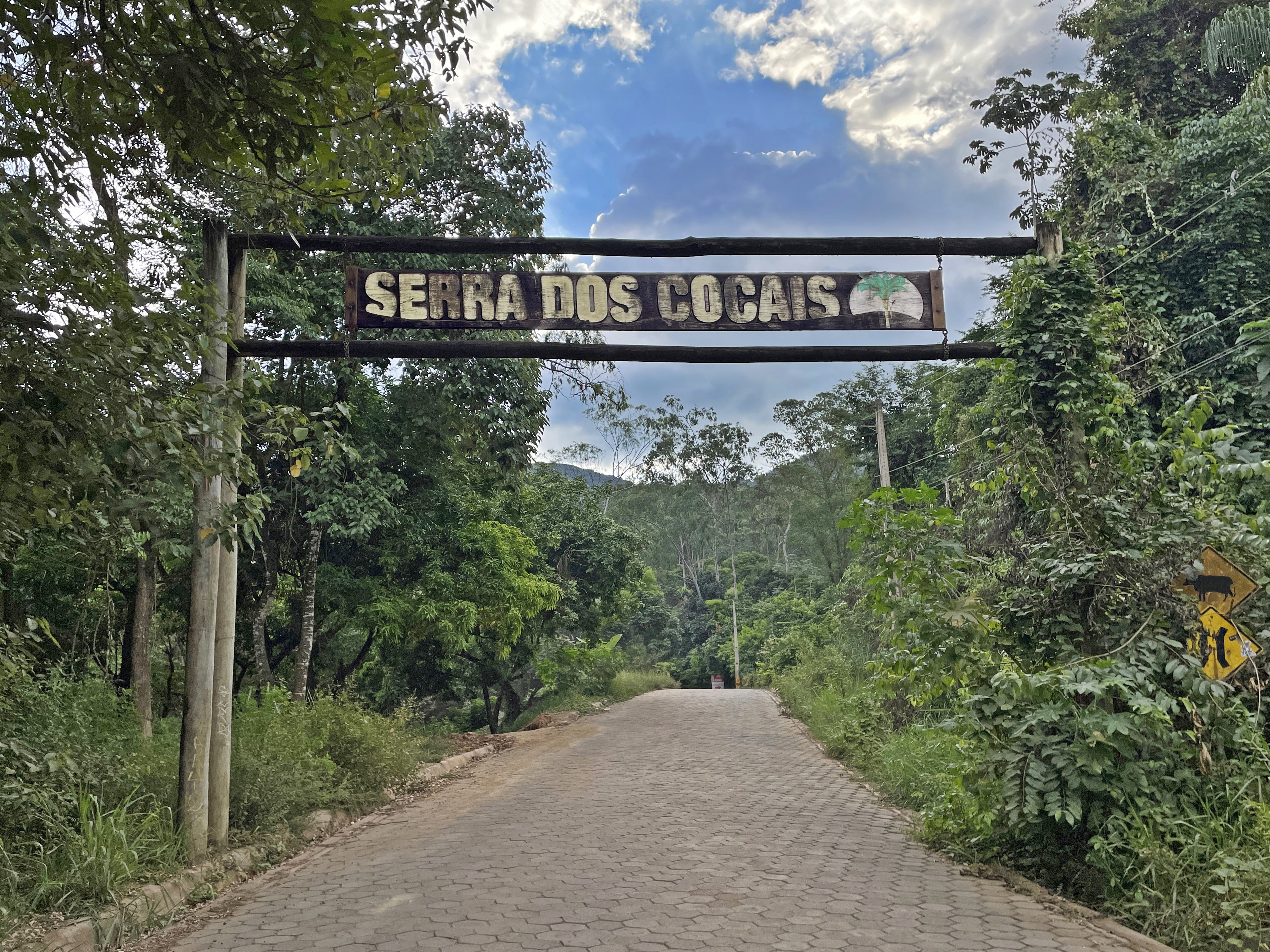
Beginn der Serra dos Cocais

Die Serra dos Cocais ist ein Gebirgszug im brasilianischen Bundesstaat Minas Gerais. Er befindet sich in der Region Vale do Aço auf dem Gebiet der Gemeinden Coronel Fabriciano, Ipatinga, Antônio Dias und Santana do Paraíso.
Sie hat eine Höhe von durchschnittlich 500 bis 800 m und eine maximale Höhe von 1200 m ü. NN. Sie weist Reste der Mata Atlântica auf, während andere Teile mit Eukalyptus aufgeforstet werden. Häufig anzutreffende Pflanzen sind Palmen wie Attalea dubia, Tibouchina granulosa, Tabebuia chrysantha und zahlreiche Bromelienarten.